# ایروبه کاتسوناگا
ایروبه کاتسوناگا ((به ژاپنی: 色部 勝長 Irobe Katsunaga); تولد ۱۴۹۳ – مرگ ۱۵۶۹ میلادی - یک سامورایی در دوره سنگوکو و یکی از ملازم‌های مهم خاندان اوئه‌سوگی اهل ژاپن بود.